# Патиль, Смита
Сми́та Пати́ль (англ. Smita Patil, 17 октября 1955 — 13 декабря 1986) — индийская актриса, снявшаяся за свою 13-летнюю карьеру в 77 фильмах. В 1985 году награждена четвёртой по значимости гражданской наградой Индии — Падма Шри. Двукратный лауреат Национальной кинопремии и Filmfare Award. Умерла от послеродовых осложнений.

## Биография
Смита Патиль родилась в Пуне в семье политика, окончила среднюю школу на маратхи. В 1977 году окончила институт кино и телевидения в Пуне. В том же году была удостоена Национальной премии как лучшая актриса за роль в фильме «Трудная роль». Наравне с Шабаной Азми она была одной из любимых актрис Шьяма Бенегала и снялась в семи его картинах. Патиль активно выступала за права женщин; в фильмах её героини также были смелыми и независимыми. Она играла в фильмах не только на хинди, но и на гуджарати, маратхи и других языках Индии. Фильмы «Красный перец» (Mirch Masala), «Танцуй, танцуй» и несколько других вышли в прокат уже после смерти актрисы. Умерла из-за осложнений после родов 13 декабря 1986 года.

## Наследие
Индийская неправительственная организация Priyadarshni Academy после смерти Смиты учредила премию её имени за выдающийся вклад в киноиндустрию. Изначально премия вручалась ежегодно, но с 1994 вручается раз в два года. В 2012 году её лауреатом стала Дипика Падуконе. Ранее премии были удостоены многие актрисы Болливуда: например, Маниша Коирала (в 1994 году).
Сын Смиты Патиль, Пратик Баббар, с 2008 года снимается в кино и поддерживает политическую деятельность своего отца, парламентария и бывшего актёра Раджа Баббара.

## Избранная фильмография
- 1974 — Mere Saath Chal — Гита
- 1975 — Конец ночи / Nishaant — Рукумани
- 1975 — Samna — Камли
- 1975 — Вор Чарандас / Charandas Chor — принцесса
- 1976 — Пробуждение / Manthan — Бинду
- 1977 — Трудная роль / Bhumika: The Role — Уша / Урваши Далви
- 1977 — Jait Re Jait — Чиндхи
- 1977 — Sall Solvan Chadya — Пинки
- 1978 — Sarvasakshi — Суджата
- 1981 — Избавление / Sadgati — Дхурия
- 1982 — Шакти / Shakti — Рома Деви
- 1986 — Красный перец / Mirch Masala — Сонбаи
- 1986 — Амрит / Amrit — Камла Шривастав
- 1987 — Танцуй, танцуй / Dance, Dance — Радха